# Nigerian National Petroleum Corporation

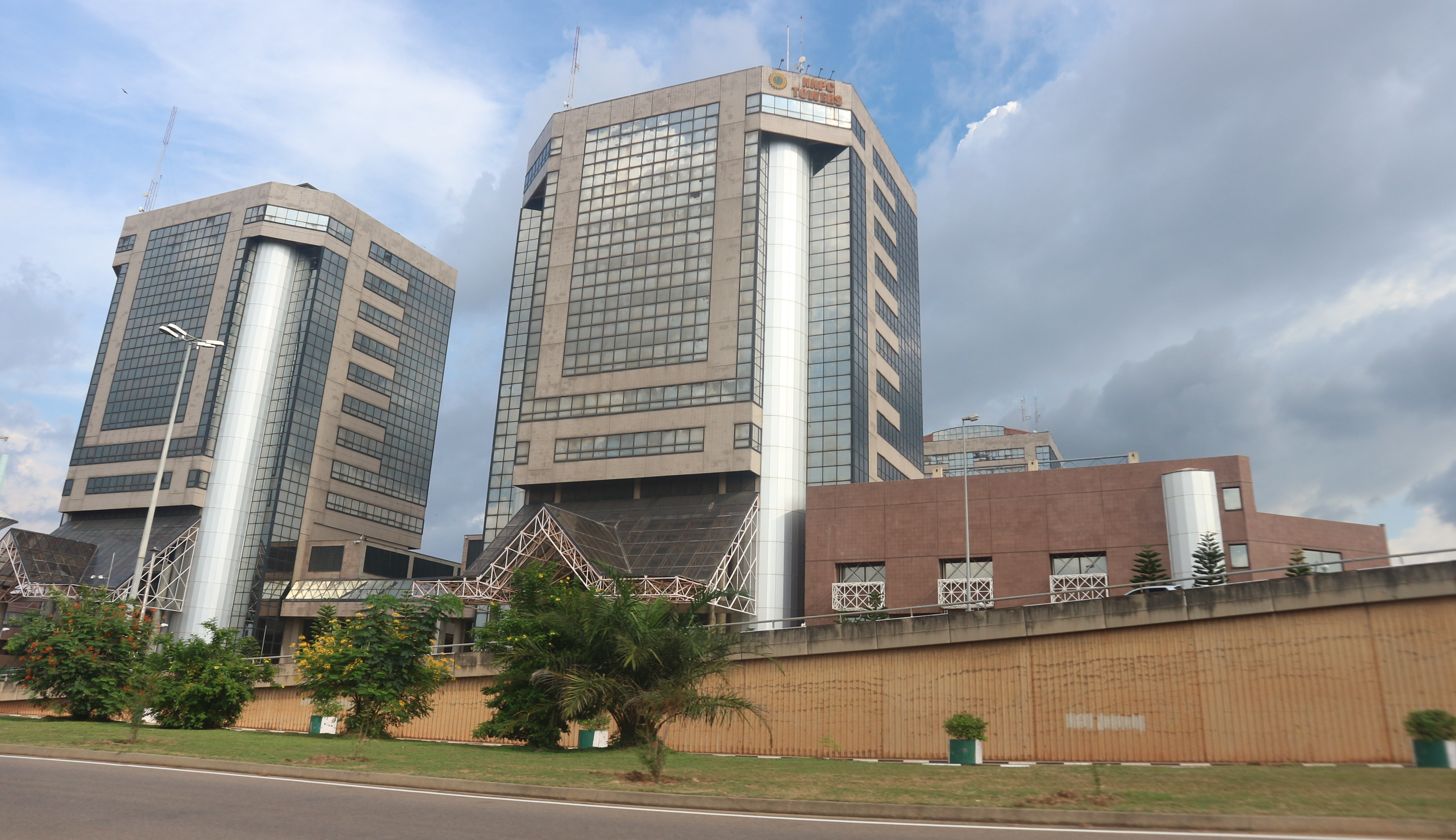
Zentrale der Nigerian Petroleum Corporation

Die Nigerian National Petroleum Corporation (NNPC), z. T. Nigerian National Petroleum Company genannt, ist ein staatseigenes Mineralölunternehmen der nigerianischen Regierung mit Sitz in Abuja.
Über dieses Unternehmen reguliert und partizipiert die Regierung in Nigeria an der Mineralölwirtschaft im Lande.
Der Konzern wurde am 1. April 1977 durch eine Fusion der Unternehmen Nigerian National Oil Corporation und der Federal Ministry of Mines and Power gegründet. Die NNPC ist ein Joint Venture zwischen der nigerianischen Bundesregierung und einer Anzahl von ausländischen multinationalen Konzernen, welche die Unternehmen Royal Dutch Shell, ExxonMobil, Agip, TotalFinaElf und Chevron umfasst.
Laut nigerianischer Verfassung sind alle Mineralien, Gasvorkommen und Erdöl im Lande Eigentum der nigerianischen Regierung.
Im Dezember 2021 unterzeichneten die nigerianische Bundesregierung und die Nigeria National Petroleum Corporation (NNPC) Ltd eine Absichtserklärung in Höhe von 621 Milliarden N zur Finanzierung des Baus kritischer Straßeninfrastruktur in Nigeria.